# Óttar Magnús Karlsson
Óttar Magnús Karlsson, född 21 februari 1997 i Reykjavik, är en isländsk fotbollsspelare som spelar för Vikingur.

## Klubbkarriär
I februari 2018 lånades Karlsson ut till Trelleborgs FF på ett låneavtal över säsongen 2018. Han gjorde allsvensk debut den 1 april 2018 i en 3–1-förlust mot IFK Göteborg.
I december 2018 värvades Karlsson av Mjällby AIF, där han skrev på ett tvåårskontrakt. Den 31 juli 2019 blev det klart att Karlsson återvände till moderklubben Vikingur.